# يونس العيناوي
يونس العيناوي (مواليد 12 سبتمبر 1972) لاعب كرة مضرب مغربي. احترف التنس سنة 1990. فاز العيناوي بخمس بطولات لرابطة لاعبي التنس المحترفين. كان عام 2002 أكثر سنواته نجاحًا إذ فاز بثلاث بطولات في الدار البيضاء والدوحة وميونيخ ووصل إلى ربع نهائي بطولة أميركا المفتوحة.

## حياته
نشأ بحي أكدال بالرباط، وهو الابن الثاني بعد كريم لأم فرنسية وأب مغربي من مدينة بركان، كان بومدين الاب يعمل في وزارة المالية المغربية، بينما أوديت الام كانت تعمل في السفارة الفرنسية، أثناء طفولته كان يونس من هواة كرة القدم، لكن سرعان ما تحول هدا العشق إلى الكرة الصفراء، ففي مرحلة المراهقة كان يونس يمضي جل وقته بين المضرب والكرة، على الملعب، وكان البطل الفرنسي الكاميروني الاصل يانيك نواه المثل الأعلى ليونس خصوصا أنه من أفريقيا، في سنة 1990 وفي سن 18 استطاع يونس اقناع والديه بالسماح له بالسفر لأكاديمية بوليتيري بفلوريدا ليقضي أسبوعا هناك، بعض قضائه لأيام في الأكاديمية، ازداد شغفه بالكرة الصفراء، فلم يستطع يونس الخروج من الأكاديمية، ولذلك طلب من والديه السماح له بالبقاء والاحتراف بالأكاديمية، مما كان يعني انقطاعه عن الدراسة، فلقي معارضة من والديه، فانقطع عن الحديث مع والده لسنة كاملة، وقد طاردته المشاكل المادية وكادت أن تنهي مسيرته نظرا لغلاء رسومات الأكاديمية ولابتعاده بألاف الأميال عن مسقط رأسه وعائلته فاختار يونس العمل كحاضن للاطفال ومنظفا لصالات الرياضية وجامعا للكرات وسائقا للحافلة وكان يمضي وقت فراغه في التدرب قدر ما يشاء عكس المغرب فقد كان تدربه مقننا بما يسمح به والداه وبعد أن راى والده ان يونس والتنس معادلة لا حل لها عاد ليساند ابنه.
منحه الملك محمد السادس الميدالية الذهبية وهي أعلى ميدالية قد يحصل عليها أي رياضي بالمغرب كما أطلق النادي الملكي لتنس اسم يونس العيناوي على ملعبه الرئيسي، وفي استفتاء قامت به جريدة الاقتصاد بالمغرب ليكونوميست عن الشخصية الشعبية بالمغرب تفوق يونس فيها عن رئيس الوزراء وعن البطل المغربي صاحب الأرقام القياسية هشام الكروج، يونس العناوي متمكن من ست لغات العربية، الفرنسية، الأسبانية، الإيطالية، الإنجليزية، البرتغالية،وهو مساهم فعال في نشر اللعبة وناشط في الأعمال الاجتماعية.

## مسيرته الرياضية
بدعم من عائلته، كان هدف يونس الدخول إلى رابطة المحترفين ،فبدا بللعب في الدورات الصغيرة ليكسب النقاط، فصال وجال حتى استطاع تحقيق الهدف، مستفيدا من قوة ارساله وقامته الطويلة، وبدأ بالصعودة رويدا رويدا في سلم الترتيب بعد المركز 700، وصل إلى المركز 70، ثم 50، ثم 30،و في سنة 1993 فاز بالمركز الثاني في بطولة الدار البيضاء، التي كانت انذاك أحد البطولات الكبرى، وكانت تشكل انطلاقة لكبار النجوم، وبعد سنة استطاع الفوز في اربع مباريات في كاس ديفيز، و يعتبر هدا انجازا كبيرا حققه يونس، ومند سنة 1995 سطع نجمه، حيث وصل لربع نهائي بطولة رولان غاروس واحدة من بطولات جراند سلام، والتي يشهد لها كل الاعبين انها الأفضل على الإطلاق، وفي موسم 1996 وصل يونس إلى نهائيات ثلاث بطولات كبيرة وكاد ان يصبح واحدا من المصنفين العشرة، لولا اصابته بكسر في الكاحل الأيمن، فخضع لعملية جراحية وعاد للعب في غضون أشهر، لكنه لم يشعر أنه يخير، فانسحب من باقي البطولات، وبدأ يتساءل يونس هل كان هدا بسبب عصيانه لوالده، لكن سرعان ما تغير ذلك عند تعرفه على زوجته الفرنسية ان صوفي، في أحد الملاعب، فقد ساهمت بشكل كبير في عودة يونس إلى الميدان. بعد اجراءه لعملية أخرى في كاحلة في فبراير 1998، وعاد بعدها إلى الملاعب في التصنيف 444، ووصل بعدها إلى نهائي تشيلي، وواصل زحفه إلى أن وصل إلى المركز 49، لحصل على جائزة أفضل لاعب عائد إلى الملاعب، ويرجع الفضل في دلك إلي أن صوفي ومولوده الجديد مروان، فاز يونس بخمس بطولات في رابطة المحترفين، وكانت سنة الأوج في 2002 حيث استطاع الفوز بثلاث بطولات، ميونخ، الدار البيضاء، والدوحة، ووصل إلى ربع نهائي دوري الولايات المتحدة المفتوح، وتعد هذه أفضل نتيجة يصل إليها عربي في بطولات الغراند سلام، وبعد ذلك تفرغ يونس للاستعداد لدورة أستراليا المفتوحة،التي شهدت دخول يونس إلى التاريخ.

## غران سلام أستراليا
لطالما كان حلم يونس تحقيق واحدة من بطولات الجراند سلام ،ليكون أول عربي يفعل ذلك وقدت اتته الفرصة في بطولة أستراليا المفتوحة 2003 ،حيث نجح العيناوي في إرسال 31 إرسال ساحقا أذهل بها المصنف العالمي الأول انذاك الأسترالي،ليتون هيووت ،في الدور الرابع، وعند تاهله على حساب بطل العالم انذاك، واجه الأمريكي أندي روديك، في ماراة تاريخية ماراثونية، استمرت لأكثر من خمس ساعات قيل في شأنها أنها أجمل مباراة في تاريخ اللعبة لما قدمه اللاعبان من مستوى رفيع ولقطات فنية جميلة وندية لا مثيل لها، قال اللعب السابق والمعلق الشهير جون ماكنرو: هذه أجمل مباراة تنس شاهدتها وأفضل مباراة أعلق عليها في حياتي.
يونس العيناوي في المباراة:
كان العيناوي متقدما بمجموعتين مقابل مجموعة، ثم خسر المجموعة الرابعة، ولأن بطولة التنس الأسترالية المفتوحة لا تسمح بالتعادل في المجموعة الخامسة، فإن رودريك والعيناوي استمرا في اللعب إلى أن حقق أحدهما الفوز بمجموعتين، عادة ما يتطلب الأمر الفوز بست نقاط للفوز بالمجموعة، غير أن الاثنين كانا يتناوبان على الفوز ,, وبعد وصولهما إلى التعادل 19 مقابل 19 ،سلما مضاربهما للأطفال الذين يقومون بتجميع الكرات، وقدّم هؤلاء عرضا مدهشا فيما استراح اللاعبان الكبيران.
وبدأ العيناوي يضعف في النقطة الـ39 ،وخسر إرساله وتخلف بحيث أصبحت النتيجة 20 إلى 19، ثم فاز رودريك بثلاث نقاط متتالية وحقق فوزا بـ40 مقابل 0 ،واستطاع العيناوي التقدم نقطة ,, لكنه لم يستمر بعدها إذ ارتطمت الكرة بالشبكة وانتهى الماراثون، واحتضن اللاعبان بعضهما البعض من على طرفي الشبكة وتعالت هتافات الجمهور تحية لهما، وكانت النتيجة النهائية لصالح رودريك: 4-6 و7-6 و4-6 و6-4 و21-19.
وبعد هده المباراة الأسطورية، سجل يونس، كأفضل لا عب عربي أفريقي لاكنه لم يكتف بداك بعد شهور في دورة ويمبلدون وهي أكثر بطولات التنس عراقة، استطاع يونس، احراج الأسطورة اغاسي في مباراة ممتعة وبعد مدة وصل يونس إلى ربع نهائي دورة أمريكا المفتوحة، ليقفز إلى المركز 14 على العالم، ومن منا لا يعرف من من الاعبين يصل إلى هذا المركز، فأصبح يونس شخصية ذات شعبية كبيرة في العالم بسبب أسلوبه في العب وشخصيته الحماسية الكبيرة.
في إطار بطولة أستراليا المفتوحة لسنة 2003 خاض مباراة دامت لأكثر من خمس ساعات مع الأمريكي أندي روديك، وكانت بذلك أطول مباراة في تاريخ التنس، وكان الفوز فيها يعني صعود أحد اللاعبين إلى النصف النهائي.خسر العيناوي المباراة ولمن وصف لاعب التنس الشهير والمعلق الرياضي جون ماكنرو المباراة بأنها أفضل مباراة تشرف بتعليقها.

## ألقابه

### ألقاب فردية (5)
| إحصائيات المشوار المهني         |
| البطولات الكبرى لكرة المضرب (0) |
| بطولة كأس الماستر للتنس (0)     |
| ATP دورات الأساتذة (0)          |
| رابطة محترفي كرة المضرب (5)     |

| No. | تاريخ              | البطولة                           | السطحية | الخصم في النهائي | النتيجة في النهائي |
| 1.  | August 2, 1999     | Amsterdam، هولندا                 | Clay    | ماريانو زاباليتا | 6–0, 6–3           |
| 2.  | September 10, 2001 | بطولة بوخارست للتنس، رومانيا      | Clay    | ألبرت مونتانيس   | 7–6, 7–6           |
| 3.  | December 31, 2001  | بطولة قطر المفتوحة للتنس، قطر     | Hard    | فيليكس مانتيلا   | 4–6, 6–2, 6–2      |
| 4.  | April 8, 2002      | بطولة الدار البيضاء للتنس، المغرب | Clay    | جويرمو كانياس    | 3–6, 6–3, 6–2      |
| 5.  | April 29, 2002     | بطولة ميونخ للتنس، ألمانيا        | Clay    | راينر شوتلر      | 6–4, 6–4           |

### خط زمني للأداء الفردي
| البطولة                       | 1990  | 1991  | 1992  | 1993  | 1994  | 1995  | 1996  | 1997  | 1998  | 1999  | 2000  | 2001  | 2002  | 2003  | 2004  | 2005  | 2006  | 2007  | 2008  | 2009  | Career SR |
| ----------------------------- | ----- | ----- | ----- | ----- | ----- | ----- | ----- | ----- | ----- | ----- | ----- | ----- | ----- | ----- | ----- | ----- | ----- | ----- | ----- | ----- | --------- |
| البطولات الكبرى               |       |       |       |       |       |       |       |       |       |       |       |       |       |       |       |       |       |       |       |       |           |
| بطولة أستراليا المفتوحة للتنس | A     | A     | A     | A     | 2R    | 1R    | A     | A     | A     | 2R    | QF    | 1R    | 3R    | QF    | 1R    | A     | A     | A     | A     | A     | 0 / 8     |
| دورة رولان غاروس الدولية      | A     | A     | A     | A     | 1R    | 4R    | 1R    | A     | A     | 2R    | 4R    | 2R    | 2R    | 3R    | A     | A     | A     | A     | A     |       | 0 / 8     |
| بطولة ويمبلدون                | A     | A     | A     | A     | 1R    | A     | 1R    | A     | A     | 2R    | 3R    | 3R    | 1R    | 3R    | A     | A     | A     | A     | A     |       | 0 / 7     |
| بطولة أمريكا المفتوحة للتنس   | A     | A     | A     | A     | 1R    | A     | 1R    | A     | A     | 2R    | 1R    | 1R    | QF    | QF    | 1R    | 1R    | A     | A     | A     |       | 0 / 9     |
| Grand Slam SR                 | 0 / 0 | 0 / 0 | 0 / 0 | 0 / 0 | 0 / 4 | 0 / 2 | 0 / 3 | 0 / 0 | 0 / 0 | 0 / 4 | 0 / 4 | 0 / 4 | 0 / 4 | 0 / 4 | 0 / 2 | 0 / 1 | 0 / 0 | 0 / 0 | 0 / 0 | 0 / 0 | 0 / 32    |
| تصنيف نهاية العام             | 351   | 570   | 311   | 51    | 117   | 110   | 70    | 237   | 45    | 33    | 25    | 38    | 22    | 14    | 644   | 228   | 189   | 167   | 201   |       | N/A       |

A = لم يشارك في البطولة

## اعتزاله
ودع يونس العيناوي ملاعب التنس يوم 6 يناير 2010 في بطولة قطر إكسون موبيل المفتوحة للتنس بعد مسيرة حافلة في عالم المحترفين امتدت لعشرين عاماً. انتهت مسيرته في الدور الثاني بالخسارة أمام البلجيكي ستيف دارسيس.
وشارك العيناوي في الدورة بعد حصوله على بطاقة دعوة من اللجنة المنظمة التي ارتأت تكريمه في نهاية مشواره، خصوصا انه كان توج بطلا في الدوحة عام 2002. وعرض على شاشة الملعب الرئيسي عقب المباراة فلم وثائقي عن العيناوي استعرض مسيرته الحافلة وأبرز إنجازاته ببطولة الدوحة قبل ثمان سنوات، وفرحة التتويج ورقصته بالسيف الذهبي وتشجيع الجماهير الغفيرة له وهو يعانق اللقب قاهرا كبار النجوم في تلك البطولة. وعقب التكريم مباشرة قال العيناوي، أنه يودع الميادين الرياضية حيث حانت لحظة ترك المضارب جانبا والتفرغ للأسرة والبحث عن مستقبل آخر، وذلك بعد عشرين عاما أعتقد بأنني قدمت فيها ما يكفي ليذكرني التاريخ الرياضي للعبة التنس على الصعيد المغربي والعربي وحتى العالمي، وقال بأن هذا القرار ليس فيه رجعة واستطرد العيناوي قائلا: بالتأكيد إنني على استعداد لتقديم خبراتي الرياضية للأجيال اللاحقة من الرياضيين العرب في دولة قطر أو غيرها خدمة للاعبين الموهوبين وأضاف العيناوي قائلا بأن ثلاث بطولات ستبقى دوما في قلبه وهي الدار البيضاء، الدوحة، دبي، حيث يجد التشجيع الكبير والتقدير وحب الجماهير الجارف لمواصلة عطائه الرياضي.
وبمشاركته في دورة الدوحة يطوي العيناوي صفحة المجد الرياضي مودعا ميادين التنس الأرضي العالمي عقب صولات وجولات في عالم الكرة الصفراء امتدت على مدي عقدين من الزمان، وضع خلالهما بصمات عربية واضحة بين عمالقة ومشاهير التنس العالمي.

## وصلات خارجية
- يونس العيناوي على موقع رابطة محترفي التنس (الإنجليزية)
- يونس العيناوي على موقع الاتحاد الدولي لكرة المضرب (الإنجليزية)
- يونس العيناوي على موقع كأس ديفيز (الإنجليزية)
- يونس العيناوي على موقع خلاصة التنس.كوم (الإنجليزية)
- يونس العيناوي على موقع إي إس بي إن.كوم (الإنجليزية)
- يونس العيناوي على موقع أوليمبيديا (الإنجليزية)

- يونس العيناوي في رابطة لاعبي التنس للمحترفين
- يونس العيناوي في الاتحاد الدولي للتنس
- يونس العيناوي في كأس ديفيز
- تاريخ ترتيب يونس العيناوي